# ساختمان تلگراف‌خانه (تهران)
عمارت تلگرافخانه‌ی میدان توپخانه‌ی ناصری، در اوایل دهه‌ی ۱۳۰۰ قمری، در ضلع جنوبی میدان و در جوار خیابان ناصریه (ناصرخسروی فعلی)، ساخته شد. در این زمان علی‌قلی‌خان هدایت (مخبرالدوله) وزارت تلگرافخانه‌ی ایران را بر عهده داشت و احتمالاً خود او بر ساخت این بنا نظارت داشت. 
پیش از این، عمارت تلگرافخانه‌ی تهران در میدان ارگ مستقر بود. نخستین عمارت تلگرافخانه‌احتمالاً در نیمه‌ی دوم دهه‌ی ۱۲۷۰ق در شرق میدان ارگ و در جوار عمارت‌های شاهی بر پا شد. در سال ۱۲۸۴ق عمارت جدیدی برای تلگرافخانه در جانب غربی میدان ارگ بر پا شد.
1. ↑  Maydān-i tūpkhānah-ʼi Dār al-Khilāfah-ʼi Nāṣirī: z̲ihnīyat-i Īrānī va rahʹāvard-i dīgarī (ویراست Chāp-i avval). Tihrān: Intishārāt-i Rawzanah. شابک ۹۷۸-۹۶۴-۳۳۴-۳۸۰-۴.
2. ↑  . ص. ۱۸۳-۱۸۸. شابک ۹۷۸-۹۶۴-۳۳۴-۳۸۰-۴. پارامتر |عنوان= یا |title= ناموجود یا خالی (کمک)